# العلاقات الأفغانية المنغولية
العلاقات الأفغانية المنغولية هي العلاقات الثنائية التي تجمع بين أفغانستان ومنغوليا.

## مقارنة بين البلدين
هذه مقارنة عامة ومرجعية للدولتين:
| وجه المقارنة                                              | أفغانستان                    | منغوليا         |
| --------------------------------------------------------- | ---------------------------- | --------------- |
| المساحة (كم2)                                             | 652.23 ألف                   | 1.57 مليون      |
| عدد السكان (نسمة)                                         | 34.94 مليون                  | 3.08 مليون      |
| الكثافة السكانية (ن./كم²)                                 | 53.57                        | 1.96            |
| العاصمة                                                   | كابل                         | أولان باتور     |
| اللغة الرسمية                                             | اللغة البشتوية، اللغة الدرية | اللغة المنغولية |
| العملة                                                    | أفغاني                       | توغروغ منغولي   |
| الناتج المحلي الإجمالي (بليون دولار)                      | 20.82 مليار                  | 11.49 مليار     |
| الناتج المحلي الإجمالي (تعادل القوة الشرائية) بليون دولار | 62.62 مليار                  | 36.16 مليار     |
| الناتج المحلي الإجمالي الاسمي للفرد دولار أمريكي          | 594                          | 3.97 ألف        |
| الناتج المحلي الإجمالي للفرد دولار أمريكي                 | 1.93 ألف                     | 11.95 ألف       |
| مؤشر التنمية البشرية                                      | 0.479                        | 0.727           |
| رمز المكالمات الدولي                                      | +93                          | +976            |
| رمز الإنترنت                                              | .af                          | .mn             |
| المنطقة الزمنية                                           | ت ع م+04:30                  | ت ع م+08:00     |

## منظمات دولية مشتركة
يشترك البلدان في عضوية مجموعة من المنظمات الدولية، منها:
| علم المنظمة | اسم المنظمة                               | تاريخ انضمام أفغانستان | تاريخ انضمام منغوليا |
| ----------- | ----------------------------------------- | ---------------------- | -------------------- |
|             | وكالة ضمان الاستثمار متعدد الأطراف        | 16 يونيو 2003          | 21 يناير 1999        |
|             | منظمة الشرطة الجنائية الدولية             | ?                      | ?                    |
|             | منظمة حظر الأسلحة الكيميائية              | ?                      | ?                    |
|             | الأمم المتحدة                             | 19 نوفمبر 1946         | 27 أكتوبر 1961       |
|             | مؤسسة التمويل الدولية                     | 23 سبتمبر 1957         | 14 فبراير 1991       |
|             | يونسكو                                    | 4 مايو 1948            | 1 نوفمبر 1962        |
|             | مؤسسة التنمية الدولية                     | 2 فبراير 1961          | 14 فبراير 1991       |
|             | بنك التنمية الآسيوي                       | 1966                   | 1991                 |
|             | البنك الدولي للإنشاء والتعمير             | 14 يوليو 1995          | 14 فبراير 1991       |
|             | المركز الدولي لتسوية المنازعات الاستشارية | 25 يوليو 1968          | 14 يوليو 1991        |
|             | الاتحاد البريدي العالمي                   | ?                      | ?                    |
|             | الاتحاد الدولي للاتصالات                  | 12 أبريل 1928          | 27 أغسطس 1964        |

## أعلام
هذه قائمة لبعض الشخصيات التي تربطها علاقات بالبلدين:
- اكليل أحمد حكيمي (دبلوماسي أفغاني، 1968 – )

## وصلات خارجية
- موقع وزارة الخارجية الأفغانية
- موقع وزارة الخارجية المنغولية